# Mariel Merlii Pulles
Mariel Merlii Pulles (* 1. November 1998 in Otepää) ist eine estnische Skilangläuferin.

## Werdegang
Pulles startete im Februar 2014 in Otepää erstmals im Scandinavian-Cup und belegte dabei den 47. Platz im Sprint. Ihre besten Platzierungen beim Europäischen Olympischen Winter-Jugendfestival 2015 in Steg waren der 27. Platz im Sprint und der 11. Rang in der Mixed-Staffel. Ihr Debüt im  Weltcup hatte sie im Februar 2017 in Otepää, das sie auf dem 52. Platz im Sprint beendete. Bei den Nordischen Junioren-Skiweltmeisterschaften 2017 in Soldier Hollow kam sie auf den 47. Platz über 5 km Freistil, auf den 36. Rang im Skiathlon und auf den 30. Platz im Sprint und bei den Nordischen Skiweltmeisterschaften 2017 in Lahti auf den 57. Platz im Sprint und auf den 14. Rang mit der Staffel. Ihre besten Ergebnisse bei den Nordischen Junioren-Skiweltmeisterschaften 2018 in Goms waren der 19. Platz im Sprint und der 13. Rang mit der Staffel. Bei den U23-Weltmeisterschaften 2019 in Lahti lief sie auf den 41. Platz über 10 km Freistil, auf den 27. Rang im 15-km-Massenstartrennen und auf den 20. Platz im Sprint. Im Februar 2019 wurde sie in Otepää estnische Meisterin über 10 km Freistil und belegte bei den Nordischen Skiweltmeisterschaften in Seefeld in Tirol den 55. Platz über 10 km klassisch und den 30. Rang im Sprint. Bei den U23-Weltmeisterschaften 2020 in Oberwiesenthal kam sie auf den 33. Platz über 10 km klassisch sowie auf den 29. Rang im Sprint und bei den U23-Weltmeisterschaften 2021 in Vuokatti auf den 36. Platz über 10 km Freistil, auf den 19. Rang im Sprint sowie auf den 13. Platz mit der Mixed-Staffel. Bei den Olympischen Winterspielen 2022 in Peking lief sie auf den 41. Platz im Sprint, auf den 17. Rang im Teamsprint und auf den 16. Platz mit der Staffel.

## Teilnahmen an Weltmeisterschaften und Olympischen Winterspielen

### Olympische Spiele
- 2022 Peking: 16. Platz Staffel, 17. Platz Teamsprint klassisch, 41. Platz Sprint Freistil

### Nordische Skiweltmeisterschaften
- 2017 Lahti: 14. Platz Staffel, 57. Platz Sprint Sprint Freistil
- 2019 Seefeld in Tirol: 30. Platz Sprint Sprint Freistil, 55. Platz 10 km klassisch
- 2025 Trondheim: 11. Platz Staffel, 12. Platz Teamsprint klassisch, 21. Platz Sprint Freistil

## Siege bei Continental-Cup-Rennen
| Nr. | Datum          | Ort       | Disziplin       | Serie         |
| --- | -------------- | --------- | --------------- | ------------- |
| 1.  | 7. Januar 2025 | Anchorage | Sprint Freistil | US Super Tour |